# Petit Train du Bonheur
Rail Rebecq Rognon of Petit Train Du Bonheur is een Belgische stichting met een museaal smalspoorbedrijf met 600mm spoorwijdte. De stichting werd in 1972 opgericht en rijdt in Rebecq.